# Clark (cratera marciana)
Clark é uma cratera marciana. Tem como característica 98 quilômetros de diâmetro. O seu nome é em homenagem a Alvan Clarck, um astrónomo estadunidense.